# ピーター・ウィアー
ピーター・ウィアー（Peter Weir、1944年8月21日 - ）は、オーストラリア・シドニー出身の映画監督、脚本家。

## 略歴
1944年、オーストラリア、シドニーで生まれる。父は不動産業者。シドニー大学で法律と人文学を学んでいたが中退した。1960年代半ばからシドニーのテレビ局ATN-7に勤務し、60年代後半からは映画監督としての活動を始める。
1974年のミステリー映画『ピクニックatハンギング・ロック』がオーストラリア国内で大ヒットを記録し、国内のみならずハリウッドからも注目されるようになる。しかし、その後も暫くの間は国内での映画製作に専念し、1980年代前半にはメル・ギブソンを主演に迎えて『誓い』と『危険な年』を監督。この2作で更に国際的な評価を高めていく。
1985年、サスペンス映画『刑事ジョン・ブック 目撃者』でアメリカ進出を果たし、アカデミー監督賞にノミネートされる。この作品で主役の人間味豊かな刑事を演じたハリソン・フォードも、それまで演じてきたアクション・ヒーローというイメージを払拭することに成功した。その後も、コメディ俳優として成功していたロビン・ウィリアムズが情熱的な教師役で主演を務めた『いまを生きる』や、主演のジェラール・ドパルデューにとって初の英語圏作品となったロマンティック・コメディ映画『グリーン・カード』、コメディ俳優であるジム・キャリーがシリアスな題材に挑んだSF映画『トゥルーマン・ショー』を監督。出演した俳優たちが新境地を拓いたとして高い評価を獲得し、自身も何度もアカデミー賞候補となる。
21世紀に入っても戦争映画である『マスター・アンド・コマンダー』といった超大作を監督して高い評価と興行的成功を得るが、2010年の『ウェイバック -脱出6500km-』を最後に映画製作には携わっていない。
2022年の第13回ガバナーズ賞において、初のオスカー受賞となるアカデミー名誉賞（第95回）が授与された。
前述の経緯から非公式ながらも半ば引退状態となっていたが、2024年3月にフランス・パリにて行われた第11回シネマテーク・フランセーズ映画祭でウィアーは既に監督業から引退していることを報告。映画製作から離れていることを正式に表明した。
2024年の第81回ヴェネツィア国際映画祭で、栄誉金獅子賞が授与される。

## 監督作品
- Man on a Green Bike（1969）
- Homesdale（1971）
- キラーカーズ/パリを食べた車 The Cars That Ate Paris（1974）原案脚本
- ピクニックatハンギング・ロック Picnic at Hanging Rock（1975）
- The Last Wave（1977）脚本
- ザ・プラマー/恐怖の訪問者 The Plumber（1979）脚本
- 誓い Gallipoli（1981）原案、ヴェネチア映画祭金獅子賞 ノミネート
- 危険な年 The Year of Living Dangerously（1982）脚本、カンヌ映画祭パルム・ドール ノミネート
- 刑事ジョン・ブック 目撃者 Witness（1985）アカデミー監督賞 ノミネート
- モスキート・コースト The Mosquito Coast（1986）
- いまを生きる Dead Poets Society（1989）アカデミー監督賞 及びゴールデングローブ賞ノミネート
- グリーン・カード Green Card（1990）製作脚本、ゴールデングローブ賞受賞
- フィアレス Fearless（1993）ベルリン国際映画祭金熊賞 ノミネート
- トゥルーマン・ショー[6] The Truman Show（1998）英国アカデミー賞監督賞受賞、アカデミー監督賞 ノミネート
- マスター・アンド・コマンダー Master and Commander: The Far Side of the World （2003）製作脚本、アカデミー監督賞 及びゴールデングローブ賞ノミネート
- ウェイバック -脱出6500km- The Way Back（2010）製作脚本